# Активно-пасивні рахунки
Активно-пасивні рахунки — бухгалтерські рахунки для обліку розрахункових відносин за активними і пасивними операціями, результатом яких можуть бути як дебетові, так і кредитові залишки. Це, зокрема: 
- розрахунки з різними дебіторами і кредиторами;
- з покупцями й замовниками;
- внутрівідомчі та внутрігосподарські розрахунки.

Крім того, активно-пасивні рахунки складають для обліку прибутків і збитків та інших рахунків для відображення операцій за розрахунками — виявлення фінансових результатів роботи підприємств і організацій. У дебеті активно-пасивних рахунків записують вартість наданих послуг, реалізації товарно-матеріальних цінностей, продукції, суми грошових переказів з оплати послуг і цінностей; у кредиті — вартість одержаних послуг, цінностей, продукції, гроші, що надійшли за відпущені цінності тощо.